# Лоц Віталій Михайлович
Віталій Михайлович Лоц (нар. 20 січня 1977, Донецьк, УРСР) — російський та український футболіст, захисник.

## Життєпис
Вихованець донецького «Шахтаря». Грав за другу команду «гірників». Декілька сезонів Лоц провів у Першій українській лізі. У 1999 році разом «Металістом» вийшов до Вищої ліги. У ній Лоц провів за клуб 29 матчів.
У 2001 році захисник перейшов до російського клубу «СКА-Енергія» (Хабаровськ). У першому ж сезоні Віталій допоміг своїй команді вийти в Перший дивізіон. Там він провів разом хабаровцями 6 сезонів. Весь цей час футболіст вважався одним з лідерів клубу.
Завершив кар'єру гравця Віталій Лоц в українській команді «Сталь» (Алчевськ). Туди його покликав колишній наставник «СКА-Енергії» Олег Смолянинов.